# Кагульський район
Кагульський район або Кагул (рум. Cahul) — район у південній Молдові. Адміністративний центр — Кагул.
Національний склад населення згідно з Переписом населення Молдови 2004  та 2014 років.
| етнічна група     | 2004           | 2004      | 2014           | 2014      |
| етнічна група     | кількість осіб | Частка, % | кількість осіб | Частка, % |
| ----------------- | -------------- | --------- | -------------- | --------- |
| молдовани/румуни  | 93 096         | 78,08     | 83 568         | 79,34     |
| українці          | 7 842          | 6,58      | 4 921          | 4,67      |
| росіяни           | 7 702          | 6,46      | 4 626          | 4,39      |
| болгари           | 5 816          | 4,88      | 4 140          | 3,93      |
| ґаґаузи           | 3 665          | 3,07      | 2 715          | 2,58      |
| цигани            | 238            | 0,20      | 228            | 0,22      |
| євреї             | 40             | 0,03      | ...            | ...       |
| поляки            | 29             | 0,02      | ...            | ...       |
| інші / не вказали | 803            | 0,67      | 5 126          | 4,87      |
| Всього            | 119 231        | 100       | 105 324        | 100       |

Повсякденна мова мешканців району (2014):
|                      | кількість осіб | Частка, % |
| -------------------- | -------------- | --------- |
| молдовська/румунська | 79 691         | 75,66     |
| російська            | 18 007         | 17,10     |
| болгарська           | 1 038          | 0,99      |
| українська           | 539            | 0,51      |
| гагаузька            | 198            | 0,19      |
| інші                 | 288            | 0,27      |
| не вказали           | 5 563          | 5,28      |
| всього               | 105 324        | 100       |

## Розташування
Район знаходиться на півдні країни (крайня південна точка Молдови знаходиться у комуні Джурджулешти). Межує з повітом Галац (Румунія), Ренійським та Болградським районами України, Гагаузькою автономією та Кантемірським і Тараклійським районами Молдови.